# Crematogaster pia
Crematogaster pia  (лат.) — вид муравьёв рода Crematogaster из подсемейства Myrmicinae (Formicidae). Малайзия, Таиланд.

## Описание
Мелкие муравьи (рабочие имеют длину около 4 мм, матки крупнее), живущие в лесах и строящие картонные муравейники из древесины, фуражируют на деревьях. Отличаются расширенным кпереди петиолем, широким постпетиолем, коричневой или красновато-коричневой окраской тела, многочисленными щетинками скапуса усиков и крупными проподеальными дыхальцами. Основные промеры и индексы пропорций рабочих муравьёв: ширина головы (HW) 0.90-0.96; длина головы (HL) 0.88-0.92; головной индекс (CI) 102-108 (HW/HL × 100); длина скапуса усика (SL) 0.79-0.87; индекс скапуса усиков (SI) 83-94 (SL/HW × 100). Проподеальные шипики на заднегрудке развиты. От близкого вида Crematogaster tumidula отличается развитыми антеролатеральными углами петиоля и длинными шипиками заднегруди. Усики рабочих и самок 11-члениковые (у самцов усики состоят из 12 сегментов, включая скапус). Голова субквадратная. Глаза среднего размера, расположены в задне-боковой части головы. Тело гладкое и блестящее, короткие сеты прижатые к поверхности (отстоящие волоски отсутствуют). Стебелёк между грудкой и брюшком состоит из двух члеников: петиолюса и постпетиолюса (последний четко отделен от брюшка), жало развито, куколки голые (без кокона). Характерна возможность откидывать брюшко на спину при распылении отпугивающих веществ. Таксон был впервые описан как вид в 1911 году швейцарским мирмекологом Огюстом Форелем по материалам из Малайзии под первоначальным названием как подвид Crematogaster tumidula subsp. pia Forel, 1911. До видового статуса повышен в 1922 году итальянским мирмекологом Карло Эмери (Emery, 1922: 151). Валидный статус был подтверждён в ходе ревизии в 2015 году японским энтомологом Ш. Хосоиши (Shingo Hosoishi; Kyushu University, Фукуока, Япония). Включён в видовую группу Crematogaster ranavalonae-group (Oxygyne).